# Dibujo arquitectónico

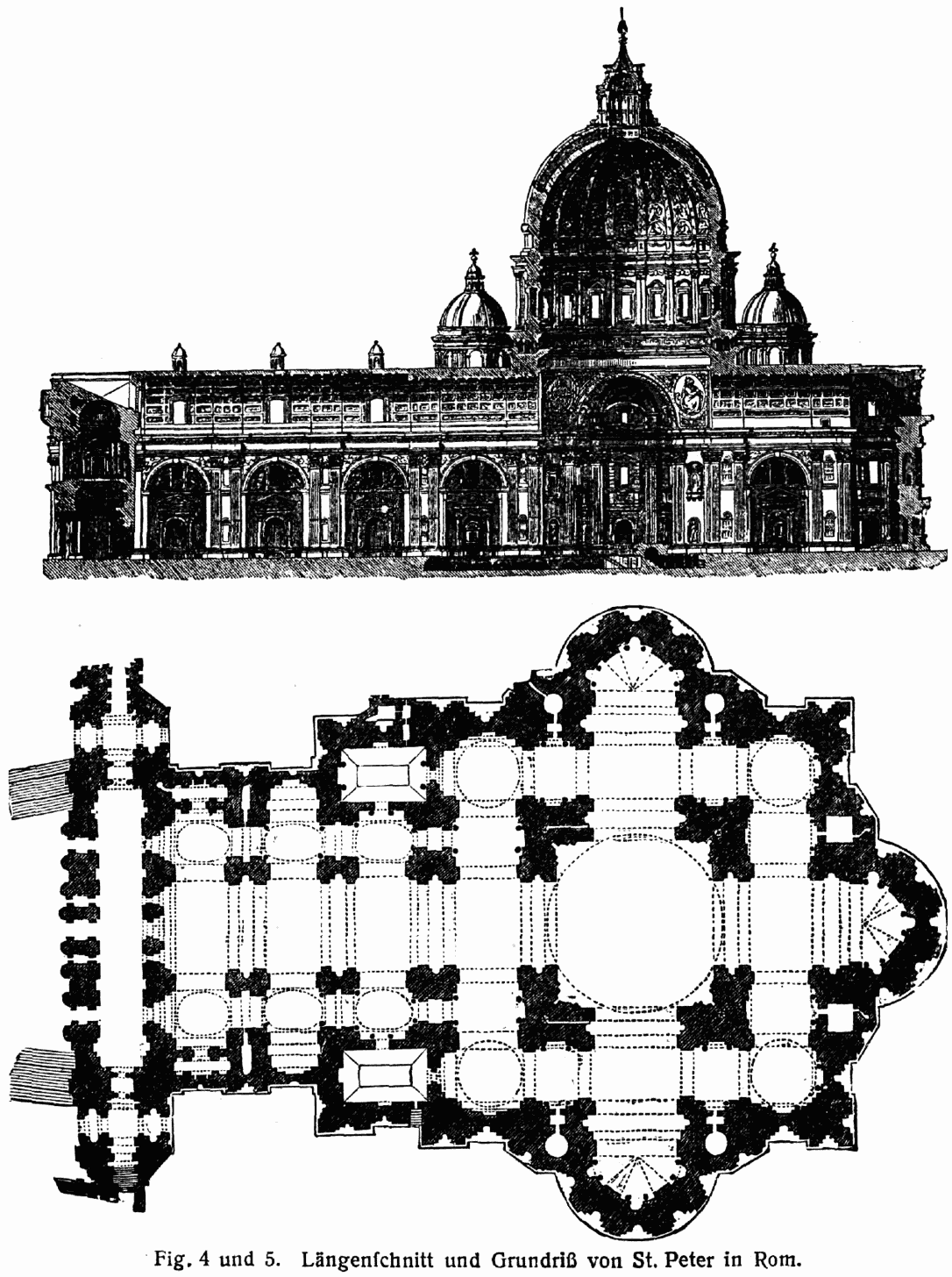
Dibujo arquitectóntico: Planta y sección de la Basílica de San Pedro. Roma.

El dibujo arquitectónico, también conocido como plano, es aquel que se caracteriza por representar arquitectura, sea esta como detalle arquitectónico o como espacio arquitectónico. Puede ser expresado en planta, alzado, sección, perspectiva o perspectiva axonométrica.
A este tipo de dibujo se le confiere una responsabilidad, pues tiene que ser realizado pensando en las personas que habitarán esa arquitectura, sus medidas (antropometría) y los medios para su construcción. Otros aspectos, como la distribución de espacios, el color y el trabajo conceptual, se relacionan con el diseño arquitectónico.

## Vistas estándar utilizadas en el dibujo arquitectónico

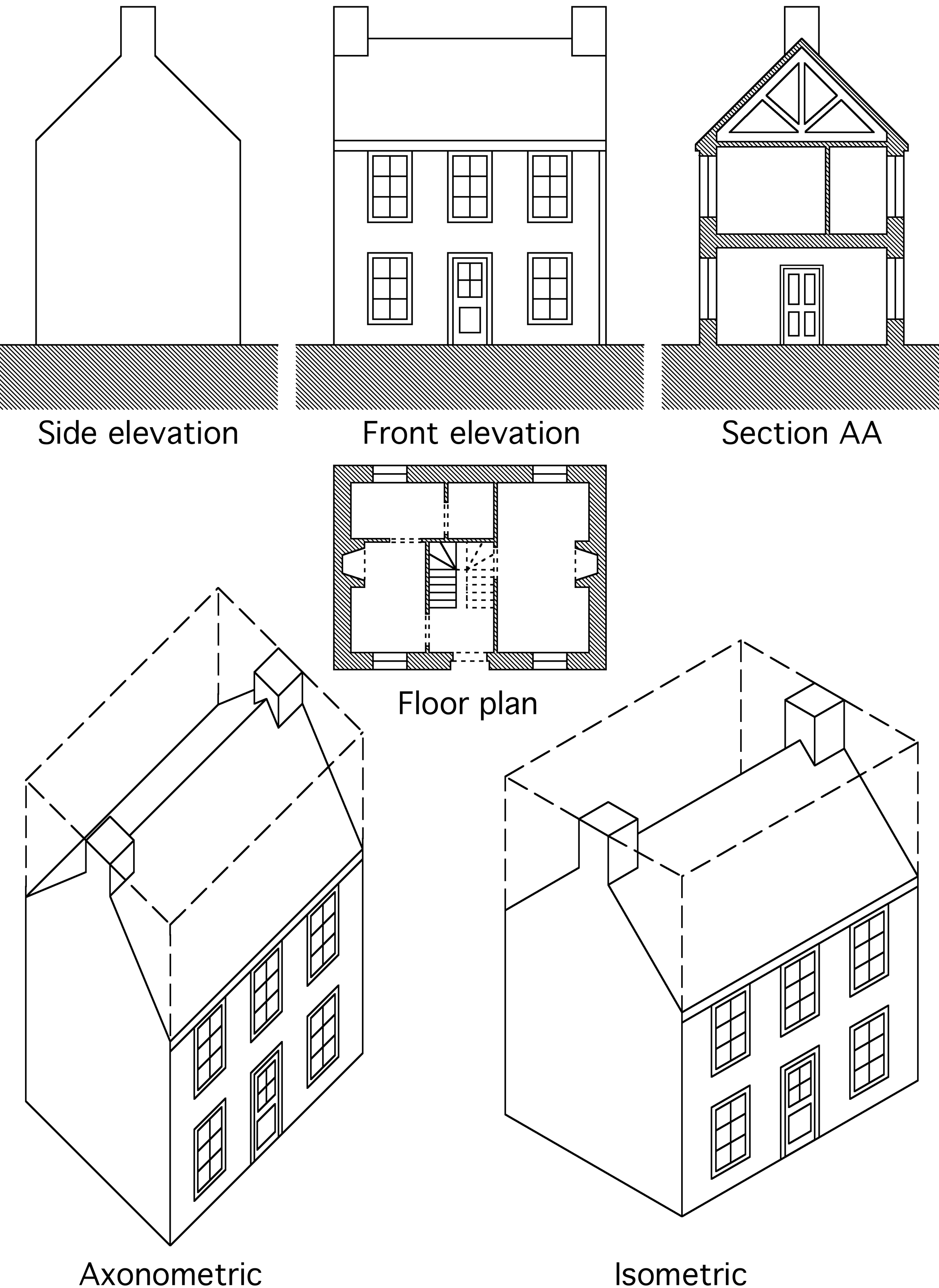
Vistas estándar usadas en el dibujo arquitectónico.

Un plano de arquitectura es la representación gráfica más fundamental, una vista desde arriba que muestra la disposición de los espacios en la construcción de la misma manera que un mapa, reflejando la disposición en un nivel particular de un edificio. 
Técnicamente, se trata de una sección horizontal a través de un edificio (convencionalmente, a un metro sobre el nivel del suelo), que muestra las paredes, aberturas de ventanas, puertas y otras partes en ese nivel. 
La vista en planta incluye todo lo que se puede ver debajo de ese nivel: el suelo, las escaleras (sólo hasta el nivel del plano), accesorios e incluso muebles. Los objetos situados por encima del nivel del plano (por ejemplo, vigas del techo) suelen estar indicados con líneas punteadas.
La planta es una vista geométrica que se define como una proyección vertical ortográfica del objeto sobre un plano horizontal, situado cortando la construcción.

### Plano de situación
Un plano de la situación es un tipo específico de plano, que muestra un edificio o grupo de edificios y su entorno. Un plano de ubicación muestra los límites de la propiedad, las zonas de acceso y las estructuras cercanas si son relevantes para el diseño. 
Para un proyecto en una zona urbanizada, el plano de situación sirve para mostrar las calles cercanas y cómo el edificio se ajusta al diseño urbano. Dentro de los límites del sitio, el plano de situación proporciona una visión general. Se indican los edificios  ya existentes y los que se proponen, viales, estacionamientos, senderos, jardines y la plantación de árboles. 
Para un proyecto de construcción, el plano de ubicación también tiene que mostrar las conexiones de todos los servicios: líneas de drenaje y alcantarillado, red de agua, electricidad y de comunicaciones, iluminación exterior, etc.
Los planos de situación se utilizan para representar una propuesta de construcción antes del diseño final: la elaboración de un plano de situación es una herramienta para decidir tanto el diseño de ubicación, el tamaño y la orientación de las propuestas de nuevos edificios. 
Un plano de ubicación se utiliza para verificar que la propuesta cumple con las normas locales de desarrollo, incluidas las restricciones de lugares de interés histórico. En este contexto, el plano de ubicación forma parte de un acuerdo legal, y puede ser un requisito el que sea elaborado por un profesional: arquitecto, ingeniero, arquitecto paisajista o topógrafo.

### Alzado

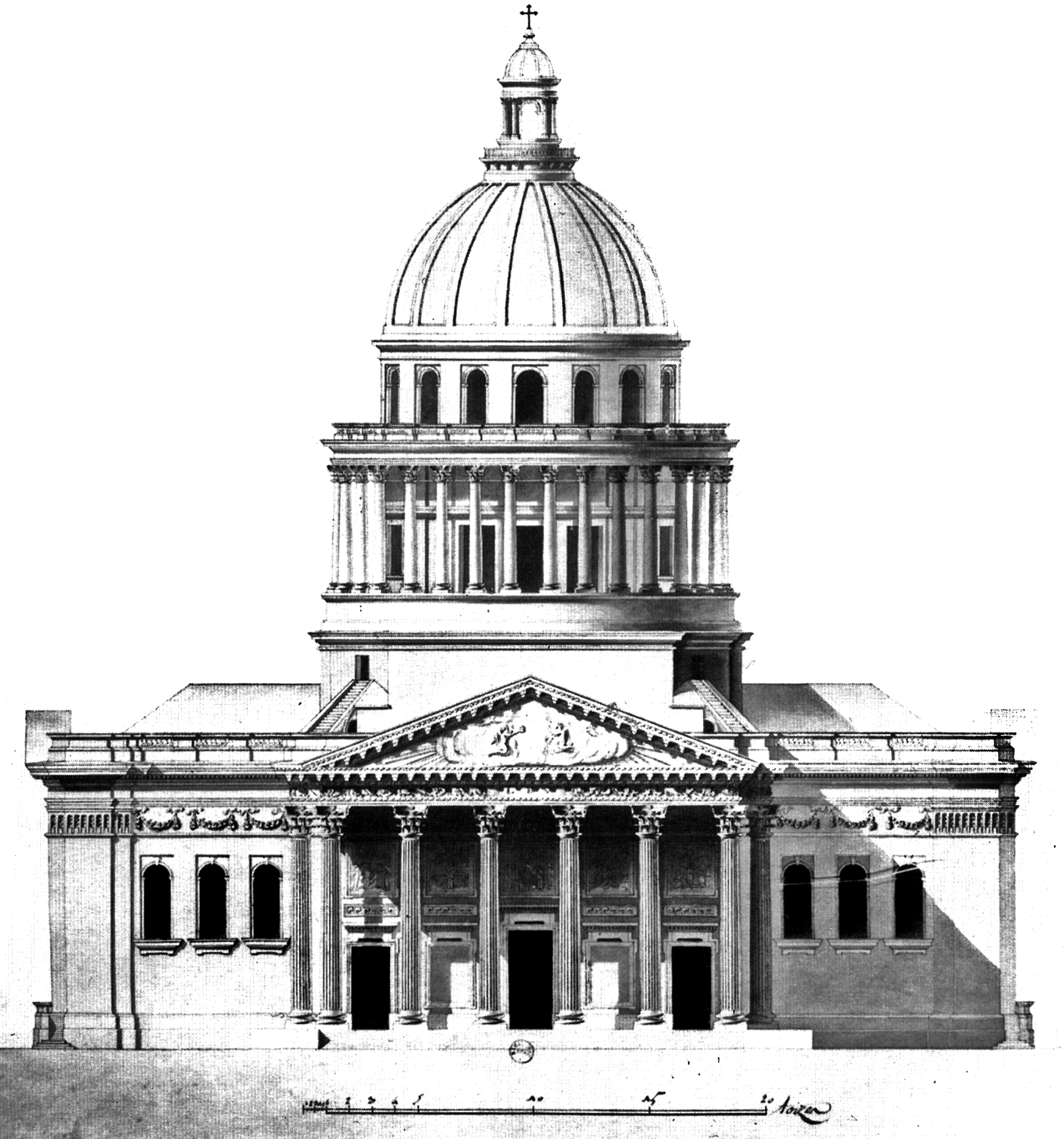
Alzado de la fachada principal del Panteón de Paris.

Un alzado es la vista de un edificio de frente o desde un lado. Es una representación plana de una fachada. Esta es la forma más común usada para describir la apariencia externa de un edificio. Cada alzado se denomina en relación con la dirección de los puntos cardinales; por ejemplo, el alzado norte de un edificio es el lado que se mira hacia el norte. Los edificios rara vez son de planta rectangular, por lo que un alzado típico puede mostrar todas las partes del edificio que se ven desde una dirección.
Geométricamente, un alzado es una proyección ortográfica horizontal de un edificio en un plano vertical, que suele ser paralelo a un lado del edificio.
Los arquitectos también utilizan la palabra alzado como sinónimo de fachada, por lo que la fachada norte es, literalmente, el alzado norte del edificio.

Una sección, también llamado plano de corte, es la representación gráfica de un plano vertical que corta al objeto, de la misma manera que un plano de planta es una sección horizontal, visto desde la parte superior.
En la sección, todo se corta por el plano de sección. El perímetro seccionado se traza con una línea gruesa, a menudo con un relleno sólido para mostrar los objetos que se cortan. Lo no seccionado se traza con una línea más delgada. Las secciones se utilizan para describir la relación entre los distintos niveles de un edificio. 
En la sección de que se muestra aquí, se ve la cúpula superior y una segunda cúpula inferior. En el espacio situado entre las dos se alberga un telescopio astronómico.
Un alzado en sección es una combinación de una sección transversal con los alzados de otras partes del edificio, vistas más allá del plano de sección.
Geométricamente, una sección transversal es una proyección ortográfica horizontal de un edificio sobre un plano vertical, con el plano de corte vertical situado a través de la construcción.

### Planos de detalles
Los planos de detalle muestran una pequeña parte de la construcción (a gran escala), para especificar cómo encajan los diversos elementos arquitectónicos.
También puede utilizarse para mostrar otros detalles, por ejemplo los elementos decorativos. El dibujo de detalles es una forma estándar de mostrar los elementos de construcción del inmueble y, por lo general, muestran zonas complejas (como enjarjes de muros con tabiques, zonas de ventanas, aleros o la cumbrera) que no pueden mostrarse claramente en un dibujo general del edificio. 
Un conjunto completo de detalles de construcción tiene que mostrar los distintos detalles en planta, así como en sección. Un detalle, rara vez se representa de forma aislada: un conjunto de datos muestra la información necesaria para entender la construcción en tres dimensiones. Las escalas típicas para los detalles son 1/25, 1/10, 1/5 o a tamaño real 1/1.

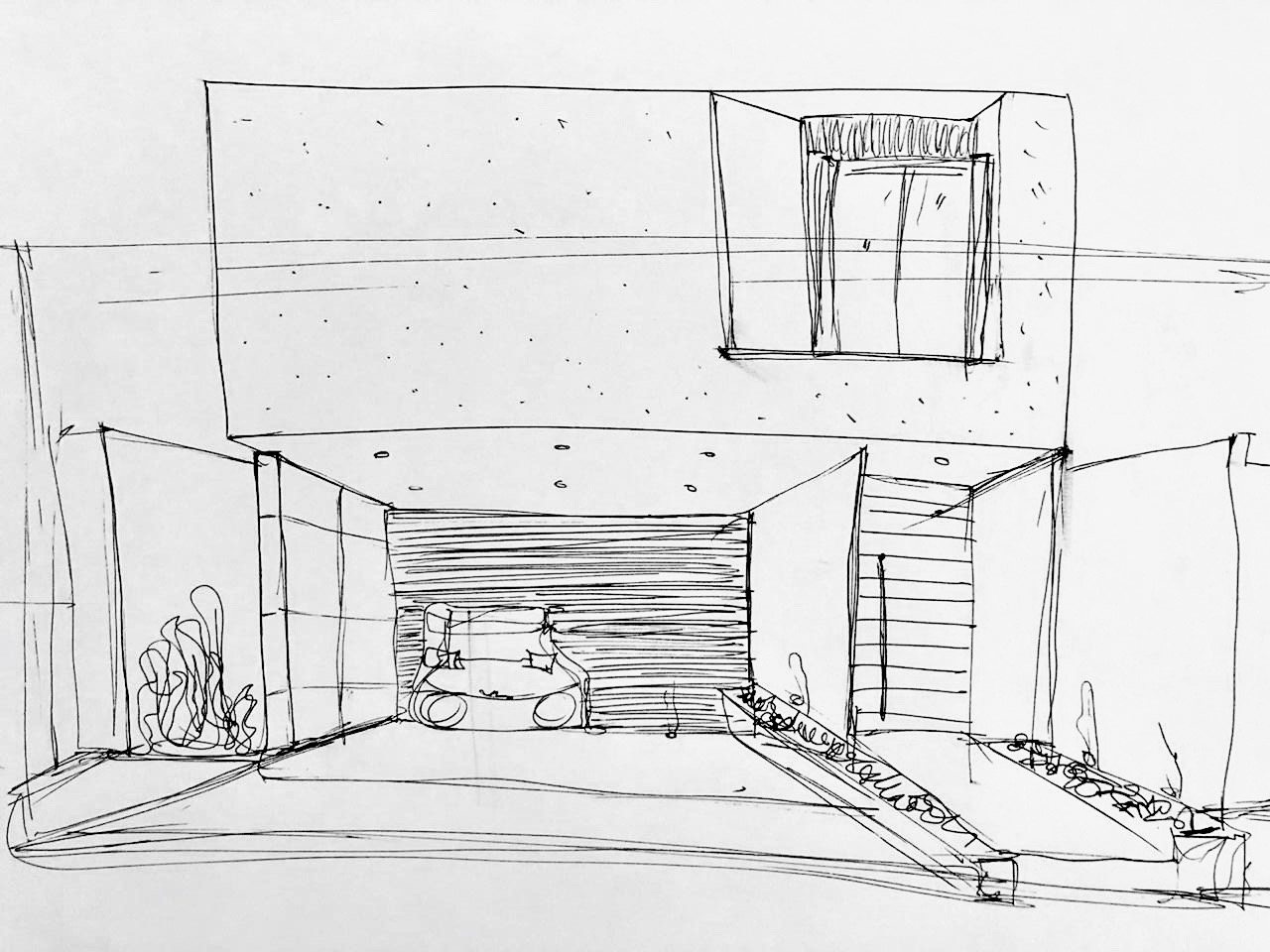
Sketch rápido

En la construcción tradicional muchos detalles están normalizados. Por ejemplo; la construcción de una ventana de guillotina se deja en manos del carpintero, que entiende plenamente lo que se requiere, aunque los detalles decorativos de la fachada requieren planos de detalle. 
Por el contrario, los grandes edificios modernos tienen que estar plenamente detallados debido a la proliferación de diferentes productos, métodos y sus posibles soluciones.

### Plano as built
Los Planos As-Built son documentos que representan las condiciones reales de una construcción una vez que se ha completado.